# Gilera GFR
La GFR (Gilera Formula Racing) è un modello di motocicletta stradale sportiva, evoluzione del modello Crono e delle precedenti SP01 ed SP02,  prodotta dal 1993 al 1994.

## Il contesto
Si tratta di un modello lanciato dalla casa motociclistica Gilera in occasione del ritorno della stessa alle competizioni internazionali e che replicava esteticamente le GFR 250 da Gran Premio che corsero con Carlos Lavado e Jean-Philippe Ruggia nel motomondiale 1992, nonché nella stagione 1993 con il neocampione della 125 Alex Gramigni (strappato all'Aprilia) e con Paolo Casoli.
Prodotta nella sola cilindrata 125 cm³ si trovava a competere sul mercato con modelli quali la Cagiva Mito 125 "Eddie Lawson", l'Aprilia RS 125 Extrema/Replica, la Yamaha TZR 125 RR, la Honda NSR 125 R e la Suzuki RG 125 Gamma.

## Descrizione
Il motore, come tutti quelli dell'epoca (ad eccezione della Yamaha che montava ancora cilindri con canna con riporto in ghisa), aveva il cilindro con canna con riporto al Nichel-Carburo di Silicio, aspirazione lamellare diretta nel carter, valvola parzializzatrice allo scarico tipo APTS con controllo elettronico e movimento "rotante" (Automatic Power Tuning System) e una coppia da 2,2 kg·m.
La moto ha subito diverse modifiche estetiche rispetto ai precedenti modelli, nonché diverse migliorie tecniche ed elettroniche, ha una carenatura avvolgente che copre parzialmente il telaio e riprende la colorazione del modello da competizione. Ha un doppio tappo sul serbatoio per carburante e lubrificante, munito di sfiato per i vapori della benzina. Gli specchi retrovisori sono compatti, il fanale anteriore è compatto e rettangolare; lateralmente la moto ha dei grossi sfoghi d'aria per disperdere il calore, mentre per quanto riguarda il codino, rimane invariato rispetto ai precedenti modelli, quindi snello e molto affusolato, la luce posteriore è singola e rotondeggiante esattamente come il modello precedente.
Le ruote sono a tre razze, la sospensione posteriore è del tipo monobraccio (ELF) con forcellone oscillante, i freni a disco sono di grosse dimensioni (320 mm di diametro l'anteriore, 240 mm il posteriore), la marmitta a espansione (Lafranconi) risulta per la maggior parte completamente coperta dalle carene, lasciando scoperta solo la parte inferiore e la parte terminale assieme al silenziatore.
Le prestazioni sono grosso modo in linea con le concorrenti con velocità di punta superiori ai 170 km/h ed una potenza specifica sull'ordine dei 250 CV/litro.
Di questo modello fu realizzata una serie limitata ancora più estrema, destinata al campionato nazionale Sport Production.